# Віллоубрук (Канзас)
Віллоубрук (англ. Willowbrook) — місто (англ. city) в США, в окрузі Ріно штату Канзас. Населення — 71 особа (2020).

## Географія
Віллоубрук розташований за координатами 38°6′4″ пн. ш. 97°59′31″ зх. д. / 38.10111° пн. ш. 97.99194° зх. д. (38.101138, -97.991950).  За даними Бюро перепису населення США в 2010 році місто мало площу 0,79 км², уся площа — суходіл.

## Демографія
Згідно з переписом 2010 року, у місті мешкало 87 осіб у 35 домогосподарствах у складі 33 родин. Густота населення становила 110 осіб/км².  Було 35 помешкань (44/км²).
Расовий склад населення:
| - 100,0 % — білих |

До двох чи більше рас належало 0,0 %. Частка іспаномовних становила 1,1 % від усіх жителів.
За віковим діапазоном населення розподілялося таким чином: 17,2 % — особи молодші 18 років, 50,6 % — особи у віці 18—64 років, 32,2 % — особи у віці 65 років та старші. Медіана віку мешканця становила 54,8 року. На 100 осіб жіночої статі у місті припадало 97,7 чоловіків;  на 100 жінок у віці від 18 років та старших — 100,0 чоловіків також старших 18 років.
Середній дохід на одне домашнє господарство  становив 148 508 доларів США (медіана — 120 000), а середній дохід на одну сім'ю — 154 338 доларів (медіана — 125 000). 
Цивільне працевлаштоване населення становило 31 осіб. Основні галузі зайнятості: виробництво — 38,7 %, освіта, охорона здоров'я та соціальна допомога — 16,1 %, роздрібна торгівля — 12,9 %, науковці, спеціалісти, менеджери — 12,9 %.